# СВОТ анализа
СВОТ анализа (енгл. SWOT analysis, акроним од енглеских речи: Strengths, Weaknesses, Opportunities, Threats - снаге, слабости, прилике, претње) је техника стратегијског менаџмента путем које се уочавају стратегијски избори довођењем у везу снага и слабости предузећа са шансама и претњама у екстерном окружењу.
Аутор ове методе је Алберт Хамфри са Станфорд Универзитета при чему је користио 500 најјачих компанија на свету (Fortune 500).

## Употреба СВОТ анализе
СВОТ анализа је алат за упознавање ситуације у предузећу или одељењу. Помоћу ње можете утврдити 
- где је предузеће најјаче тј. које су му врлине;
- где је најслабије и које су му мане;
- који потенцијал има тј. где постоји слободан простор за раст и развитак и
- које му опасности прете и у којој тачки је најслабије.

На овај начин можете боље разумети и своју околину. Податке које добијете овом анализом можете користити за одлуке које су стратешки важне, за уобличавање рада и визије предузећа, утврђивање поља првенства у даљем раздобљу или слично.
СВОТ анализу је увек добро да ради више људи из предузећа или одељења, за који се ради анализа и за њу треба издвојити довољно времена јер анализа захтева размишљање и више људи ће обично бити паметније од једног. Такође, неопходно је да приступ у овој анализи увек буде непристрасан - није могуће да предузеће нема мане или опасности на које треба да обрати пажњу.

## Четири начела СВОТ анализе
СВОТ (SWOT) анализа представља акроним енглеских речи:
- S - снага (енгл. strengths) - у зависности од поља које подвргавамо анализи, означава снагу и потенцијал тог поља. На пример, ако се СВОТ анализа ради за маркетинг одељење, овде се уносе особине маркетинг одељења у којима је оно јако, стабилно и ставке које оно ради добро. Уопштено, ово поље се односи на све оно у чему сте добри и све оно што добро радите. Овом ставком указујете на предности које имате у односу на друге или на конкуренцију. Подаци које будете добили значиће вам нешто само уколико будете реални тако да треба да обратите пажњу да останете реални. Покушајте да се ставите у позицију купца или неког клијента, можда ће вам то бити од помоћи.

- W - слабости (енгл. weaknesses) - Ове особине могу да вам укажу на све оно што се не ради добро, на лошу продуктивност, лош тимски рад или било који друго поље посла који није у рангу прихватљивог. Упозорење да будете реални и овде важи, као и предности које можете добити постављајући се из угла партнера, клијента или сарадника. Избегавајте ситуације „није тако страшно“, а заправо јесте. Попишите грешке и претворите их у планове на којима ћете радити и постепено смањивати њихов број (исправљајући их).

- О - прилике (енгл. opportunities) - анализа спољашњих чинилаца (околине) може да вам укаже на постојање нових прилика за раст и остваривање профита предузећа. То може да буде било шта, повољно стање на тржишту, нови производ, напреднија технологија, па чак и неки нов радник који може да покрене ствари. Обраћајте пажњу на своју околину, на своју конкуренцију јер и на туђим грешкама се учи а то је, свакако, добра прилика да вас грешке мање коштају. Сваку прилику коју угледате у најмању руку размотрите, нећете моћи усвојити свакако све али их бар размотрите.

- Т - претње (енгл. threats) - промене у спољној околини могу представљати и претње за раст и развој предузећа, па тим и његов опстанак на тржишту. Претње такође могу бити разне - улазак нове конкуренције, укидање донација за врсту пројеката које ви радите, доношење неповољних закона, економска криза у земљи и др.

## Пример
Компанија жели да на тржиште избаци нови производ и прави СВОТ анализу
- Снага (унутрашње): квалитетна радна снага, довољни капацитети машина.
- Слабости (унутрашње): недовољно продаваца, застарео возни парк.
- Прилике (спољашње): још нема конкуренције – нико још није избацио на тржиште такав производ.
- Претње (спољашње): мала куповна моћ потенцијалних корисника.

## Закључак
Анализа снага (С) и слабости (W) представља интерну анализу предузећа, док анализа прилика (О) и претњи (Т) представља екстерну анализу тј. анализу околине у којој предузеће делује.
Радећи СВОТ анализу предузећа треба стално имати на уму како се и да ли се одређене слабости предузећа или претње из околине могу претворити у снаге или прилике, које оно може искористити за постизање конкурентске предности на тржишту.